# 1939 en Italie
Chronologie de l'Italie
- 1935
- 1936
- 1937
- 1938
- 1939
- 1940
- 1941
- 1942
- 1943

## Événements
- 13 janvier : l’Italie, l’Allemagne et le Japon invitent la Hongrie à adhérer au pacte anti-Komintern. Le protocole d’adhésion au pacte est signé à Budapest le 24 février[1].

- 2 février : mission de Paul Baudoin auprès de Mussolini. L'ambassadeur André François-Poncet, tenu en un premier temps dans l'ignorance et à l'écart de la mission Baudouin est reçu par Ciano. Mussolini précise à la France les revendications italiennes : zone franche à Djibouti, rachat du chemin de fer d’Addis-Abeba, plusieurs sièges au conseil d’administration de la compagnie de Suez, maintien du statut des Italiens du Protectorat français de Tunisie[2].

- 2 mars : le cardinal Eugenio Pacelli devient pape sous le nom de Pie XII (fin en 1958)[3]. À la suite de la législation raciale de 1938, la rupture entre le régime fasciste italien et le Saint-Siège semble imminente, mais à la mort de Pie XI, Pie XII est plus enclin à la diplomatie[4].
- 11 mars : 630 députés sont nommés par décret du Duce[5].
- 17 mars : création à Asti de la conserverie Saclà.
- 23 mars : début de la XXXe législature du royaume d'Italie[5].

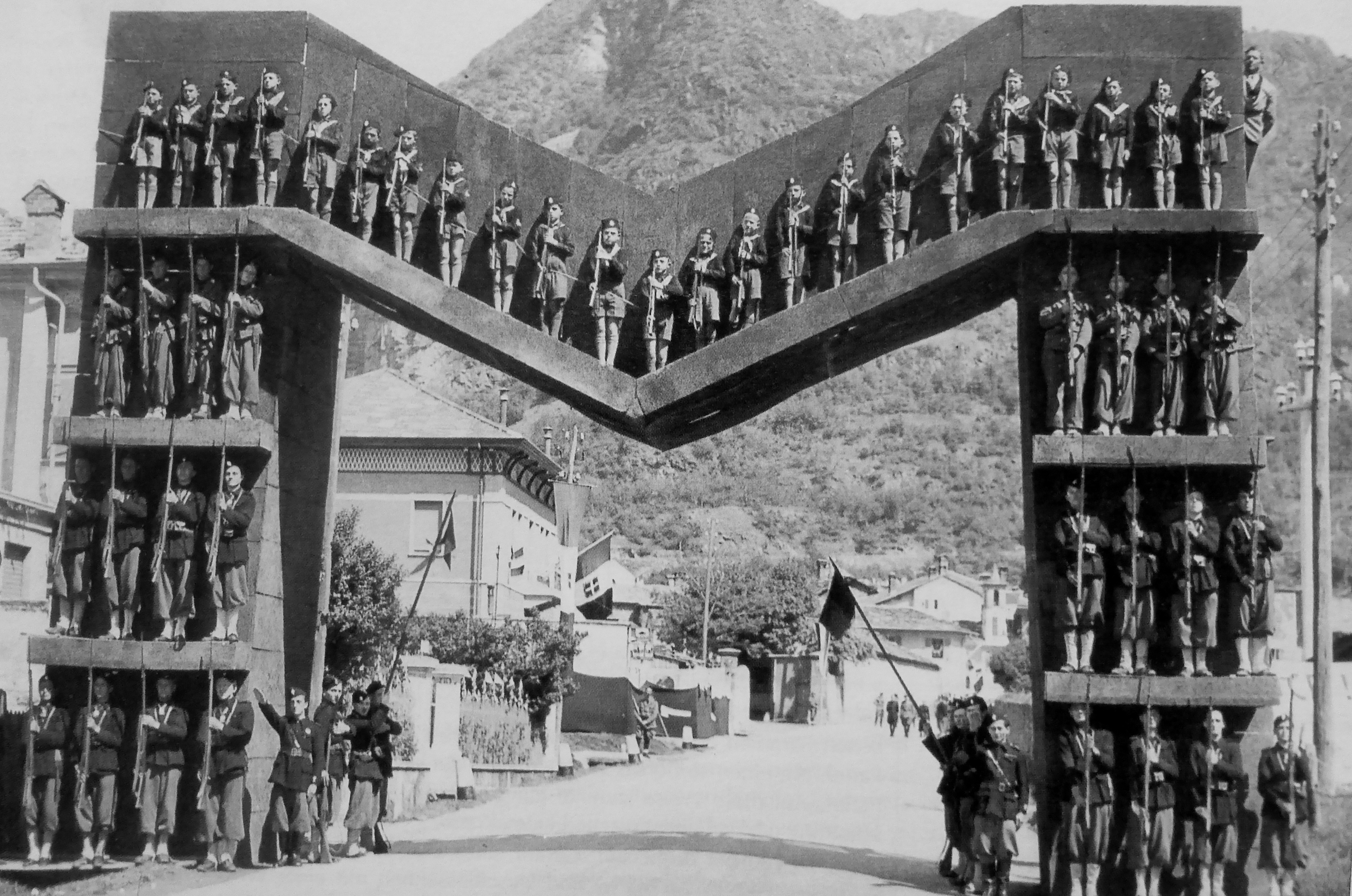
Arc de Triomphe érigé en l'honneur de l'arrivée de Mussolini à Verrès en mai 1939.

- 1er avril : fin de la Guerre d'Espagne. 3 266 soldats italiens ont été tués et 11 186 blessés. L'Italie a perdu pour 6 milliards de lires de matériel militaire en soutien aux nationalistes espagnols[6].

- 7 - 8 avril : invasion italienne de l'Albanie[7]. Profitant de l’occupation de la Tchécoslovaquie, Benito Mussolini fait de l'Albanie un protectorat italien. L'armée italienne débarque dans le port albanais de Durrës.
- 29 avril : les ministres mettent Mussolini en garde contre l’état d’impréparation de l’armée italienne.

- 15 mai : inauguration à Turin de l'usine Mirafiori de Fiat[8].
- 22 mai : signature à Berlin du pacte d’Acier italo-allemand[7]. Benito Mussolini accepte la proposition d’Hitler de transformer le pacte anti-Komintern en une alliance militaire défensive.

- 30 mai : « mémoire Cavallero », remis à Hitler le 5 juin. Mussolini n'envisage pas d'entrer en guerre avant 1942[7].

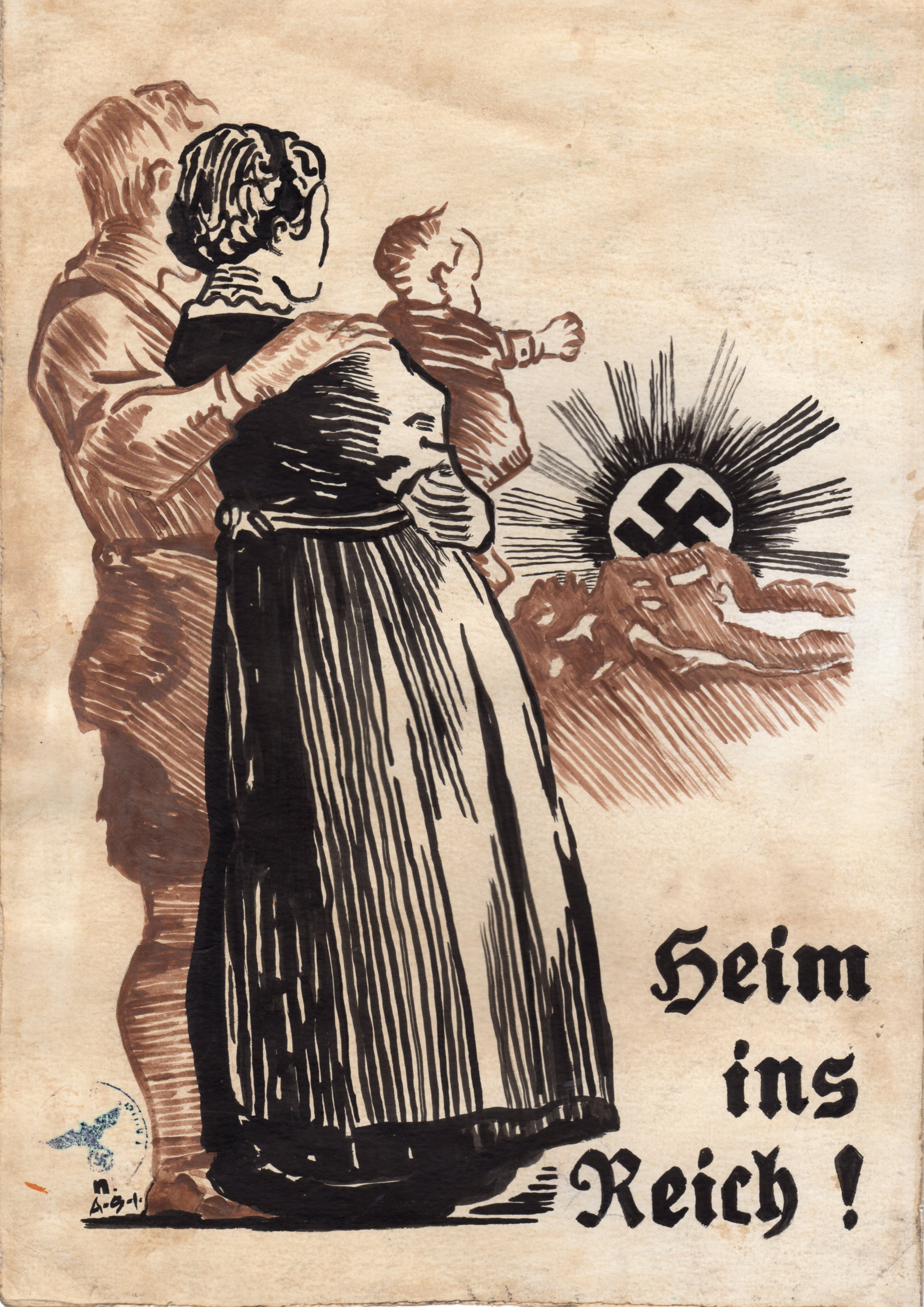
Heim ins Reich. Affiche de propagande nazie avec des costumes traditionnels du Tyrol du Sud.

- 23 juin : accord germano-italien de Berlin sur le Haut-Adige ; la population germanophone obtient la possibilité de choisir une installation en Allemagne jusqu'au 31 décembre 1939. Environ 30 % des germanophones choisissent le départ vers l'Allemagne[9].

- 12 août : lors d'une entrevue à Obersalzberg, Ciano avertit Hitler et Ribbentrop que l’Italie n’est pas en mesure d’appuyer l’Allemagne en cas de guerre[10]. Le Duce soumet l’entrée en guerre aux côtés de l’Allemagne à la fourniture de matériel militaire que cette dernière ne peut pas livrer. Hitler reconnaît alors la neutralité de l’Italie.
- 24 août : le pape Pie XII lance un appel en faveur de la paix sur Radio Vatican[11].

- 3 septembre : l’Italie déclare sa non-belligérance[12].

- 21 novembre : La Grande-Bretagne reconnaît de facto l’annexion de l’Albanie par l’Italie[13].

- Les entreprises contrôlées par l’IRI produisent 77 % de la fonte et 45 % de l’acier, transforment 67 % des minerais de fer, assurent 80 % des constructions navales, 22 % des constructions aéronautiques et la moitié de la fabrication d’armes et de munitions. L’IRI contrôle 90 % des lignes de navigations subventionnées, a absorbé les banques nationales les plus importantes.

## Culture

### Cinéma

#### Mostra de Venise
- Lion d'or : L'Apôtre du désert (Abuna Messias) de Goffredo Alessandrini
- Coupe Volpi pour la meilleure interprétation masculine : non décerné
- Coupe Volpi pour la meilleure interprétation féminine : non décerné

### Littérature

#### Livres parus en 1939
- Les Occasions, recueil de poésies de Eugenio Montale.

#### Prix et récompenses
- Prix Bagutta : non décerné
- Prix Viareggio : 
  - Roman : Arnaldo Frateili (it), Clara fra i lupi et Orio Vergani, Basso profondo
  - Essai : Maria Bellonci, pour Lucrezia Borgia. La sua vita e i suoi tempi

## Naissances en 1939
- 22 janvier : Luigi Simoni, joueur, entraîneur et dirigeant de football. († 22 mai 2020)
- 3 mars : Aventino Frau (it), universitaire, avocat et homme politique. († 12 mars 2020)
- 20 février : Giorgio Merighi (it), chanteur lyrique (ténor). († 12 janvier 2020)
- 18 mai : Giovanni Falcone, magistrat engagé dans la lutte antimafia, assassiné sur ordre de Toto Riina. († 23 mai 1992)
- 30 mai : Marisa Solinas, actrice et chanteuse.  († 13 février 2019)
- 5 septembre : Getulio Alviani, peintre. († 24 février 2018)
- 28 octobre : Giulio Angioni, écrivain et anthropologue. († 12 janvier 2017)
- 14 décembre : Alessandra Panaro, actrice. († 1er mai 2019)
- 27 décembre : Vincenzo Traspedini, footballeur. († 14 avril 2003)

## Décès en 1939
- 10 février : Pie XI, pape (° 31 mai 1857).
- 11 août : Jean Bugatti, 30 ans, ingénieur en mécanique, designer, pilote d'essai et industriel, héritier du constructeur automobile Bugatti. (° 15 janvier 1909)